# 월리 벙커
월리스 에드워드 벙커(영어: Wallace Edward Bunker, 1945년 1월 25일~)는 미국의 프로 야구 선수로, 포지션은 우완 투수였다. 1963년부터 1968년까지 볼티모어 오리올스에서 뛰었고, 1969년부터 1971년까지 캔자스시티 로열스에서 뛰었다.